# Basel IV
Basel IV är finansindustrins arbetsnamn på Baselkommitténs förslag till reglering som följer efter Basel III. Liksom kommitténs tidigare överenskommelser syfter regleringen till ökad finansiell stabilitet, främst genom formella krav på kapitaltäckning och likviditetsbuffrar för finansiella aktörer. EU implementerar Basel IV genom ett direktiv (CRD V) och en reglering (CCR II), och EU-kommissionen publicerade sitt första utkast till dessa den 23 november 2016.